# Nyáry Ferenc
Bedeghi báró Nyáry Ferenc (1500 körül – Bucsány, 1551) neves törökverő országos huszárkapitány, Hont vármegye főispánja, főlovászmester.

A bedegi Nyáry család bárói címere

## Élete
A nemesi származású bedeghi Nyáry család sarja. Apja, bedeghi Nyáry Bernát, anyja, nemes Virágosi Ilona volt. Katonai pályafutását 1521-ben kezdte Belgrád alatt, 1526-ban részt vett a mohácsi csatában. 1532-ben Bécs védelmében jeleskedett, ezért I. Ferdinánd 1535 augusztus 16.-án a vörös pecsétviasszal használatára jogosító bárói ranggal tüntette ki; ezzel lett Magyarországon az egyik legelső, aki valaha is bárói címet szerzett az uralkodótól. 1541-ben Budánál egy egész janicsár csapatot szorított a Dunába, 1544-ben Szalka mellett Thury Györggyel pedig 900 fős török sereget vert szét. Nyáry volt a vezetője annak az 1500 főből álló huszárcsapatnak, amelyet I. Ferdinánd küldött Schmalkaldenbe (Türingia) bátyja, V. Károly megsegítésére. Német földön a sereg újszerű, magyaros viseletével, sáfránnyal aranysárgára festett lovaival méltán keltett feltűnést, ahol több várost el is foglaltak. Ő fogta el többek között Basó Mátyást, a gömöri kiskirály oligarchát. Hont vármegye főispánja, főlovászmester, országos főkapitány volt. Feleségül vette bucsányi Korláthkeöi Erzsébet (+1550) kisasszonyt, bucsányi Korláthkeöi Péter, udvarmester, és guthi Országh Dorottya lányát; gyermekük nem született. A királytól hatalmas birtokokat, többek között Berencs és Korlátkő várát, és a morvaországi Bissenitz uradalmat kapta. Gyermekei nem lévén, ezeket unokaöccsei János, majd Lőrinc és Lajos örökölték. Történelmi jelentősége egyrészt a török terjeszkedés időleges visszaszorítása, másrészt az új kor harci igényeinek megfelelő, könnyen mozgatható könnyű lovasság, a huszárok arculatának kialakításában játszott szerepe.